# Hólmfríður Karlsdóttir
Hólmfríður „Hófí“ Karlsdóttir (* 6. června 1963) je islandská právnička a modelka. Dne 14. listopadu 1985 byla v Londýně korunována na Miss World.

## Kariéra
V roce 1985 skončila druhá v soutěži Miss Island, a to za Hallou Bryndis Jonsdóttir. Zatímco vítězka národní soutěže Jonsdóttir reprezentovala Island v soutěži Miss Scandinavia, Karlsdóttir vyhrála Miss World, kde získala také kontinentální titul evropské královny krásy.